# Lydia Koidula
Lydia Koidula, született Lydia Emilie Florentine Jannsen (Vändra, 1843. december 12. (Julián-naptár) / december 24. (Gergely-naptár) – Kronstadt, 1886. július 30. (Julián-naptár) / augusztus 11. (Gergely-naptár)) észt költő, színműíró, Johann Voldemar Jannsen lánya.

## Életútja
Írói nevét az észt koidu (hajnal) szóból alkotta. 1861-ig a pärnui német lícuemban végezte tanulmányait, majd 1862-ben letette a házitanítói vizsgát a tartui egyetemen. Kezdetben édesapja mellett dolgozott a Pärno Postimees (Pärnui Postás) című újságnál, majd Tartuba költöztek, ahol az Eesti Postimees c. újság szerkesztőségében dolgozott. Első művei az 1860-as években jelentek meg, s hamarosan népszerűvé vált. Fivéreivel közösen hozta létre az első észt nyelvű színházat 1870-ben, amelynek számára észt színműveket is írt. 1873-ban házasságot kötött egy Michelson nevű lett katonaorvossal. Ezután haláláig a kronstadti haditengerészetnél élt, olyan környezetben, ami idegen és érdektelen volt számára. Közben néhányszor hazalátogatott és Németországba is elutazott. A költőnőhöz legközelebb a hazafias líra állt, ezen időszakban írta legszebb költeményeit. Fordított német romantikus szerzőktől is.